# Мурюк
Мурю́к (рос. Мурюк) — селище у складі Чебулинського округу Кемеровської області, Росія.

## Населення
Населення — 13 осіб (2010; 70 у 2002).
Національний склад (станом на 2002 рік):
- росіяни — 96 %